# Печінковий сисун звичайний
Печінко́вий сису́н звича́йний (лат. Fasciola hepatica; також часто його називають просто «печінковим сисуном»; також — «двовустець печінковий»; застаріле — «печінковий дворот», лат. Distoma hepaticum) — паразитичний плоский черв класу трематод позатаксономічної підгрупи «печінкових сисунів», що інфікує багатьох ссавців, зокрема людину. Гельмінтоз, який спричинює цей гельмінт, має назву «фасціольоз». Гельмінт поширений в усьому світі та має велике значення через значні збитки, що завдає тваринництву овець та великої рогатої худоби.

## Життєвий цикл
Звичайний печінковий сисун характеризується складним життєвим циклом. Частина цього циклу відбувається у тілі проміжного хазяїна, яким є водні равлики, такі як Galba truncatula, у тілі яких паразит розмножується безстатево. Мікроскопічні мірацидії (війчаста личинка), що потрапляють в тіло равлика, де і розвивається до стадії хвостатої личинки і поширюються водоймою та вологими луками, формуючи адолескарії на поверхні рослин або у воді. Ці адолескарії часто споживає худоба та інші тварини, інколи людина, що вживає зелені частини рослин без термічної обробки. Контакт із кислим середовищем шлунка зумовлює процес виходу з оболонки. У дванадцятипалій кишці паразит повністю вивільняється з оболонки та прогризає через стінку шлях до черевної порожнини. Черв не вимагає харчування на цій стадії, але як тільки йому вдасться знайти паренхіму печінки, на що зазвичай витрачається кілька днів, він починає живитися кров'ю. Незріла стадія в печінці спричинює розвиток анемії та появу інших симптомів. Паразит рухається печінкою протягом 5-6 тижнів, поки не знайде жовчну протоку, де він досягає зрілості та починає відкладення яєць. Один черв відкладає до 25 тисяч яєць на день, а в посліді вівці з легкою формою зараження налічують близько 500 тисяч яєць.